# Thouinia stricta
Thouinia stricta är en kinesträdsväxtart som beskrevs av Lippold. Thouinia stricta ingår i släktet Thouinia och familjen kinesträdsväxter. Inga underarter finns listade i Catalogue of Life.